# Cora (escultura)

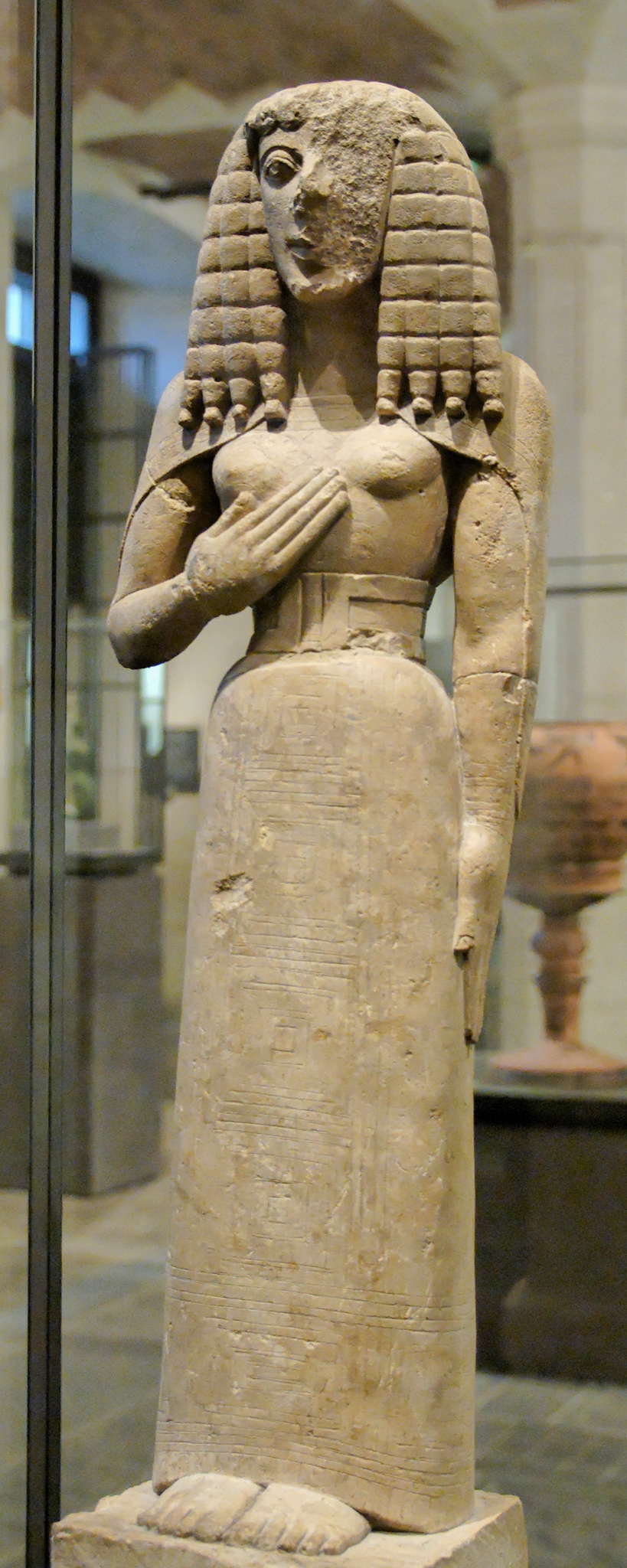
Dama d'Auxerre.

Una cora o core (grec antic: κόρη, 'noia', 'dona jove') és un gènere d'escultura de l'antiga Grècia d'estil arcaic, que representa una dona dempeus que gairebé sempre té els trets d'una adolescent. Aquestes escultures, que daten entre l'any 620 aC fins al 480 aC, són exemptes, hieràtiques i de vegades tenen els punys tancats. Denoten una profunda influència de l'art egipci, precisament en la postura, la rigidesa postural, l'artificialitat i els colors, tot i que les cores gregues són ja una mica menys tosques. La cora es pot considerar, en certa manera, l'equivalent femení dels curos, en grec koúroi, masculins. Alguns dels exemples més coneguts són la Dama d'Auxerre (segle VII aC) i l'Hera de Samos (segle VI aC), ambdues actualment al Louvre, i la Kore amb el peple (segle VI aC), al Museu de l'Acròpolis d'Atenes. La Kore d'Euthydikos (començaments del segle V aC) ja presenta novetats típiques del posterior estil clàssic.
La cora s'esculpia en diferents materials, com per exemple en fusta, però només ens n'han arribat mostres en pedra o en marbre. A part d'algunes excepcions, com l'Hera de Samos, la majoria són de menys d'un metre d'alçada, cosa que es considera com de petita mida.
Es representa sempre dempeus, amb els peus junts i paral·lels o bé amb un peu una mica endavant, la postura típica de les figures egípcies. Podia tenir un braç cap endavant o bé creuat davant el pit. Vesteixen quitons jònics, de roba fina i múltiples plecs, o peples dòrics, de roba gruixuda i sense plecs. Hi ha vestigis que permeten conèixer que estaven pintades de colors molts vius i que la roba estava guarnida de fins brodats i passamaneria.
El rostre és estereotipat, no reprodueix el d'una persona en concret. Els ulls són grans i ametllats, i presenten un somriure tímid típic de l'escultura arcaica, conegut com a somriure arcaic. La forma del rostre sol ser en forma de U, sovint bastant triangular, i està emmarcat per una cabellera de volums poc naturals, potser una perruca, pentinat a la moda de l'època, sovint amb trenes i tirabuixons.

## Comparació amb els curos

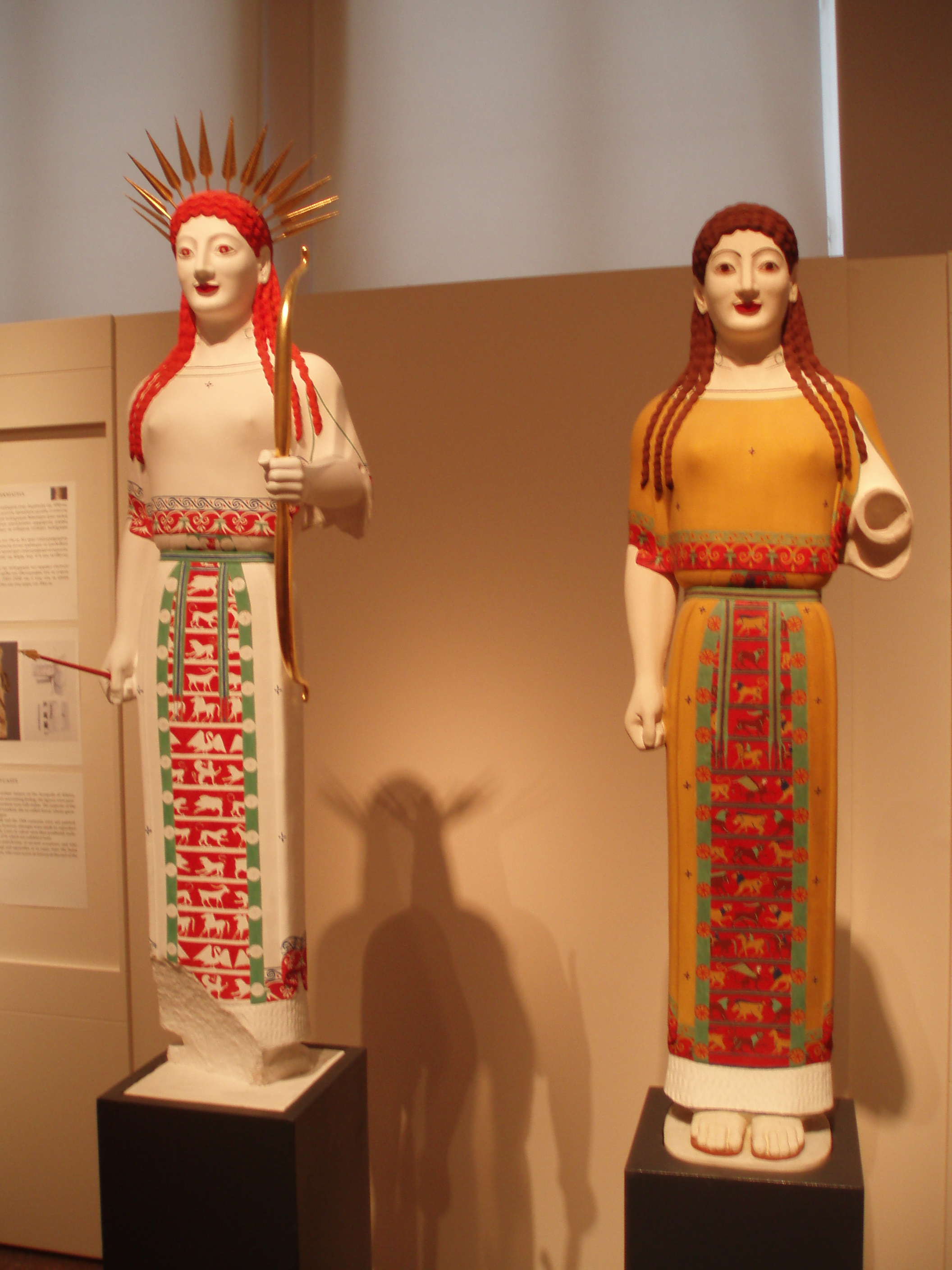
Reconstrucció moderna de dues korai.

A diferència dels curos, que sempre van nus, les cores van vestides amb una túnica i sovint disposen de pentinats amb trenats elaborats, seguint la moda de cada època i de cada localitat on es feia. De fet, els curos, i com a excepció algunes imatges del déu Apol·lo, són les úniques figures nues en aquesta època. Les estàtues dedicades als déus i les d'aristòcrates també estaven vestides amb túniques llargues fins als peus, i les dedicades al culte, fins i tot, portaven vestits i joies vertaders, que eren rentats, planxats i enriquits periòdicament. Cada déu tenia un ric i costós vestuari i unes joies que s'anaven renovant segons les ocasions.
Els curos representaven joves atlètics naturalistes, però alhora idealitzats, segons els criteris de bellesa del moment: espatlles amples, cintura estreta, etc. Les cores, en canvi, representaven dees humanitzades, els detalls estaven més treballats i les figures pretenien ser gràcils i elegants. Al començament, es marcava més el cos, sobretot la cintura i els pits, però a mesura que avancen els temps sembla que es prefereix la subtilesa, de vegades es marquen amb la tècnica dels draps molls -com si portessin una túnica mullada- o a penes s'insinuen entre la roba ampla i els plecs.
El fet de voler idealitzar els humans i humanitzar els déus és típic de la cultura grega en general, no sols d'aquest tipus d'escultura. Tant els curos com les cores podien tenir funcions vocatives, però a més els curos en podien tenir d'altres. Això es reflecteix en les seves postures: mentre els nois tenen sempre els braços penjant cap avall, les noies tenen sempre el dret o bé endavant, com oferint un fruit (sovint una magrana) o un altre objecte votiu, o bé al cor, en signe de salutació formal o més probablement, de gratitud.
Les figures dels nois solen ser molt més grans, de vegades fregant el colossalisme, mentre que les femenines són, en comparació, molt més petites. Com ocorre en l'escultura de l'Antic Egipte, la pell dels nois està pintada d'un color més fosc que la de les noies.
Al contrari que les cores, els curos es trobaven envoltats d'animals ferotges, monstres completament animals i monstres mig bèstia i mig humà, que gairebé sempre eren femenins, com victòries, esfinxs, gòrgones o sirenes.
Tant els curos com les cores van evolucionar al llarg del temps guanyant suavitat i naturalitat, arrodonint-ne els plans. Als curos, cada cop se'ls nota menys tros de tronc de suport entre, per exemple, les extremitats, i la musculatura en tensió és cada cop més realista. En el cas de les cores, els teixits són més delicats i la caiguda de la roba més natural. En ambdós casos, es tendeix a perdre la sensació de veure un bloc tallat de contorns aguts per a semblar-se més a una columna amb línies més fluides.
Ambdós van desaparèixer amb el desenvolupament d'una nova tècnica, la de la cera perduda, que permetia crear estàtues de bronze de gran mida i amb unes qualitats físiques (de resistència, sobretot) i plàstiques molt millors que les del mabre i la fusta. El canvi de material va representar una revolució en l'escultura, ja que permetia tota mena de detalls i audàcies quant a la composició, el gest i el moviment, cosa que va acabar amb les poses hieràtiques i, en particular, amb les cores i els curos.

## El paper de les dones a la Grècia de les cores

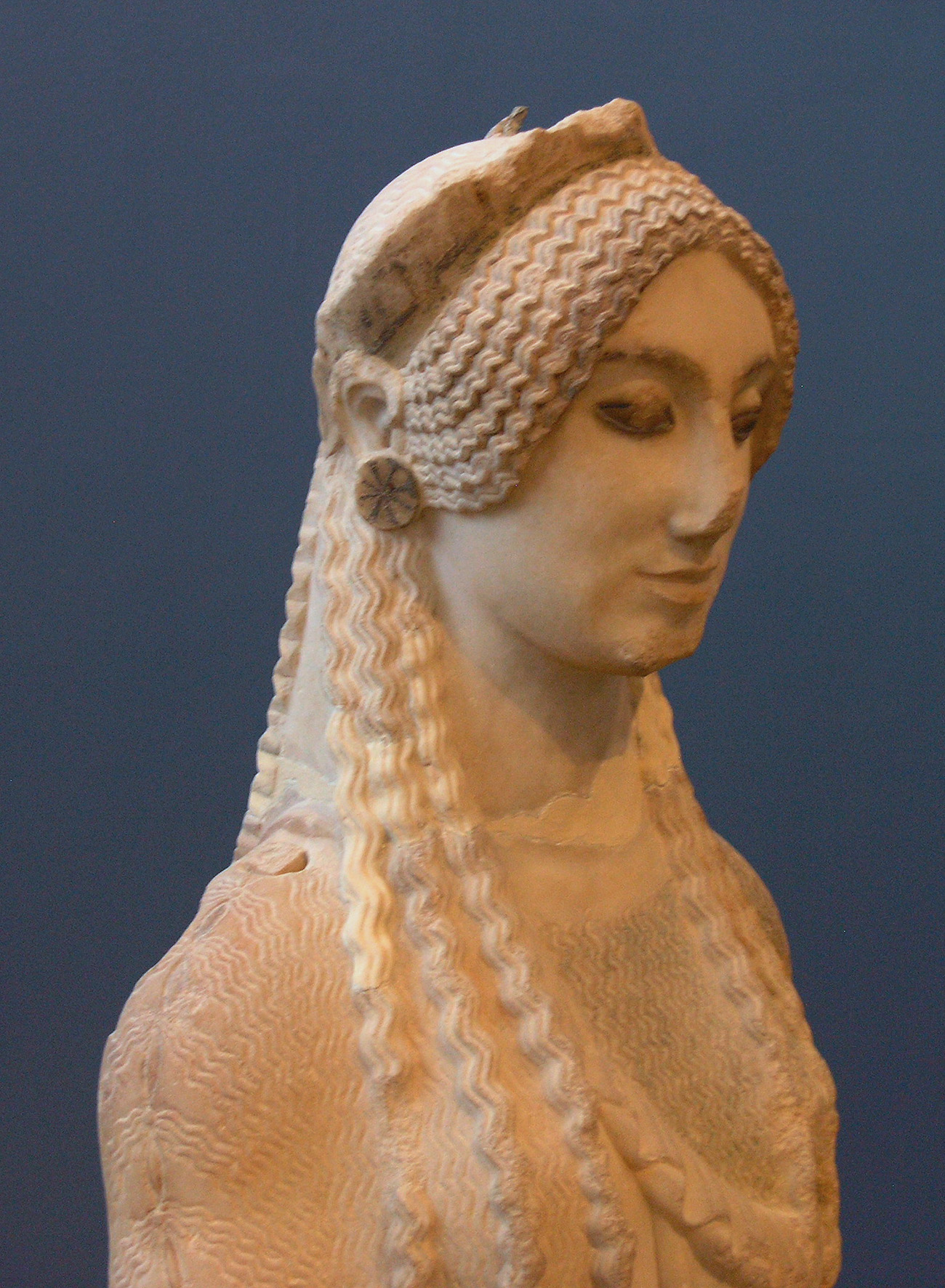
Cora d'aproximadament l'any 500 aC.

Conèixer els diferents papers que els homes i les dones exercien en la societat grega pot ajudar a comprendre les diferències entre les estàtues que representen aquestes, petites, fines, delicades, amb importància en el que porten a sobre, i les dels curos, nus, atlètics, grans i simbolitzant l'ésser humà.
En aquesta època, hi ha tres classes socials de dona: la dona (dona d'un ciutadà), l'estrangera o meteca, i l'esclava. En realitat, només les dones dels ciutadans són considerades com a dones i no directament com a esclaves o estrangeres. Les dones no tenen cap mena de dret cívic, ni poden participar en la societat. Idealment estan recloses, tancades i amagades, a casa seva i només es poden mostrar als familiars que, amb permís del pare o marit, van a visitar-la. En la pràctica, en la majoria de famílies, les dones són obligades a treballar al camp, de venedores als mercats o fins i tot a llogar-se per donar el pit a nens d'altres més riques.
Les dones de ciutadans són tractades sempre com a menors, i tota la vida depenen d'un home de la seva família, primer del pare, després del marit i, en cas de mort d'aquest, dels seus fills barons, encara que siguin nens. L'únic que poden aportar és la ciutadania als seus fills, una cosa molt valorada en l'època.
Les estrangeres, com els estrangers, poden ser o no gregues, però no són considerades de la comunitat cívica ni, en principi, gaudeixen de cap mena de protecció. Més tard, naixerà la figura dels metecs, o estrangers domiciliats i autoritzats a viure a la ciutat. Tenen pocs drets i cal que estiguin sota la protecció d'un tutor per a poder viure a la ciutat, treballar, exercir la major part d'activitats i, si cal, accedir a la justícia. En canvi, sí que paguen impostos, han de combatre per a la defensa de la ciutat i poden participar en algunes festes religioses.
Les esclaves i els esclaus eren considerats com a "eines animades" propietat d'un home, sense cap dret i sense ser considerats part de la comunitat. No poden, per tant, participar en festes ni en cap activitat col·lectiva. Només, en cas de guerra, són considerats humans que poden lluitar. Una mica més tard, en cas d'extrema necessitat, com va ocórrer en la Guerra del Peloponès, a alguns esclaus se'ls va oferir passar a l'estatus de metecs si ajudaven. Les dones esclaves, en canvi, no tenien cap oportunitat de deixar de ser-ho.